# سیارک ۱۱۶۶۴
سیارک ۱۱۶۶۴ (به انگلیسی: 11664 Kashiwagi، نامگذاری:1997GX24) یازده هزار و ششصد و شصت و چهارمین سیارک کشف شده‌است که در ۴ آوریل ۱۹۹۷ کشف شد.
قدر مطلق سیارک برابر ۳۳٫۸ است.